# Michał Kołodziej
Michał Kołodziej (ur. 2 lipca 1997 w Mrągowie) – polski koszykarz grający na pozycjach niskiego lub silnego skrzydłowego, od 2023 zawodnik Zastalu Enea BC Zielona Góra.
21 lipca 2018 podpisał kolejną umowę z Legią Warszawa.
28 czerwca 2019 dołączył do Polpharmy Starogard Gdański.
23 grudnia 2020 został zawodnikiem Asseco Arki Gdynia.
16 czerwca 2021 zawarł kontrakt z Polskim Cukrem Toruń. 
16 czerwca 2022 podpisał umowę z Eneą Abramczyk Astorią Bydgoszcz. 
9 grudnia 2022 dołączył do Rawlplug Sokoła Łańcut. 
27 lipca 2023 został zawodnikiem Zastalu Enea BC Zielona Góra.

## Osiągnięcia
Stan na 16 stycznia 2024, na podstawie, o ile nie zaznaczono inaczej..
Drużynowe
- Mistrz Polski juniorów starszych (2016)
- Wicemistrz Polski juniorów starszych (2015)

Indywidualne
- Zaliczony do I składu mistrzostw Polski U–20 (2016)
- Uczestnik konkursu wsadów EBL w ramach pucharu Polski (2019)[10]

Reprezentacja
- Uczestnik mistrzostw Europy U–20 dywizji B (2017 – 5. miejsce)